# Stemmops bicolor
Espèce
Synonymes
- Ataulfo nugax O. Pickard-Cambridge, 1896
- Mettus reclivis O. Pickard-Cambridge, 1899
- Stemmops darlingtoni Bryant, 1940

Stemmops bicolor est une espèce d'araignées aranéomorphes de la famille des Theridiidae.

## Distribution
Cette espèce se rencontre des États-Unis au Panama, aux Bahamas et à Cuba.

## Publication originale
- O. Pickard-Cambridge, 1894 : Arachnida. Araneida. Biologia Centrali-Americana, Zoology. London, vol. 1, p. 121-144 (texte intégral).